# Amtrak

Mapa vlakových linek Amtraku s vyznačenými významnými stanicemi

Amtrak je americká státní železniční společnost provozující osobní dopravu. Oficiální název společnosti je The National Railroad Passenger Corporation, značka Amtrak, pod kterou společnost na trhu působí, je složeninou slov "America" a "track". Společnost sídlí na Union Station ve Washingtonu D.C. Vznikla v roce 1971, kdy převzala dálkovou osobní dopravu od 26 železničních společností.
Společnost obsluhuje 34 000 km linek spojujících 500 nádraží ve 46 amerických státech a 3 kanadských provinciích, přímo vlastní jen 1 175 km tratí. Má přes 20 000 zaměstnanců a v roce 2012 přepravila 31,2 milionu cestujících. Nejrušnější trasou je plně elektrifikovaný Severovýchodní koridor, spojující Washington D.C. a Boston (na trase leží i Baltimore, Philadelphia či New York). Zde je přepravováno asi 10 milionu cestujících (tedy třetina výkonů celého Amtraku) a jezdí zde i rychlovlak Acela vyráběný společností Bombardier a Alstom.

## Vedení společnosti
V čele Amtraku stojí vrchní výkonný ředitel (anglicky Central Executive Officer), který je nejvyšším manažerem. Do funkce je  volen představenstvem a účastní se jeho zasedání, sám však nemá hlasovací právo. Představenstvo (anglicky Board of directors), je strategickým řídícím orgánem a tvoří jej 10 členů:
- ministr dopravy USA;
- vrchní výkonný ředitel společnosti; a
- dalších 8 osob jmenovaných prezidentem po poradě a se souhlasem Senátu. Zákon vyžaduje obchodní a finanční zkušenosti, zkušenosti nebo kvalifikaci v dopravě, zejména železniční, a dále alespoň 1 člen musí být osobou se zdravotním postižením, který prokázal zkušenosti s dostupností, mobilitou a inkluzivní přepravou v osobní nebo příměstské železnici.

## Seznam tras

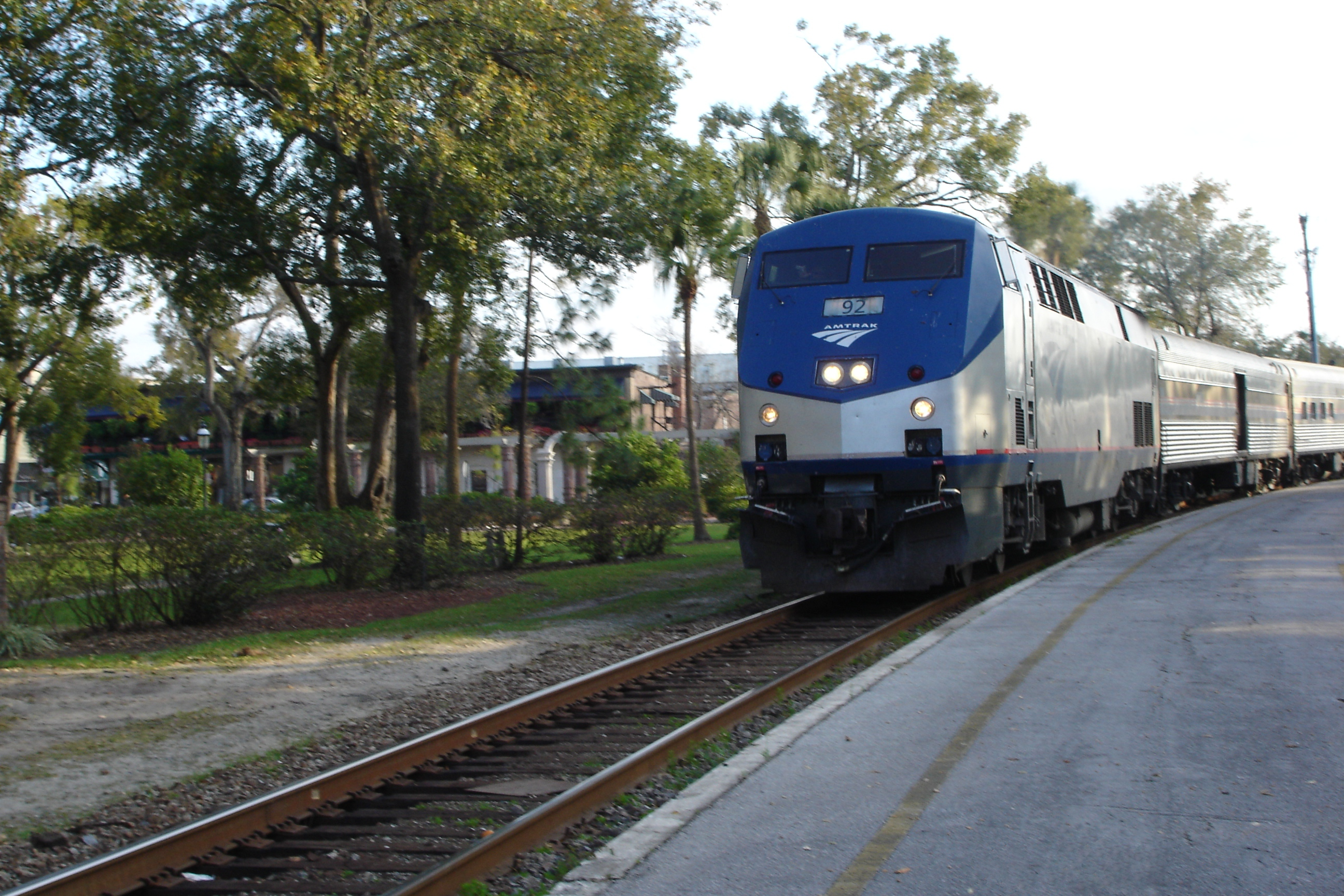
Silver Star mířící do New Yorku ve stanice Winter Park na Floridě.

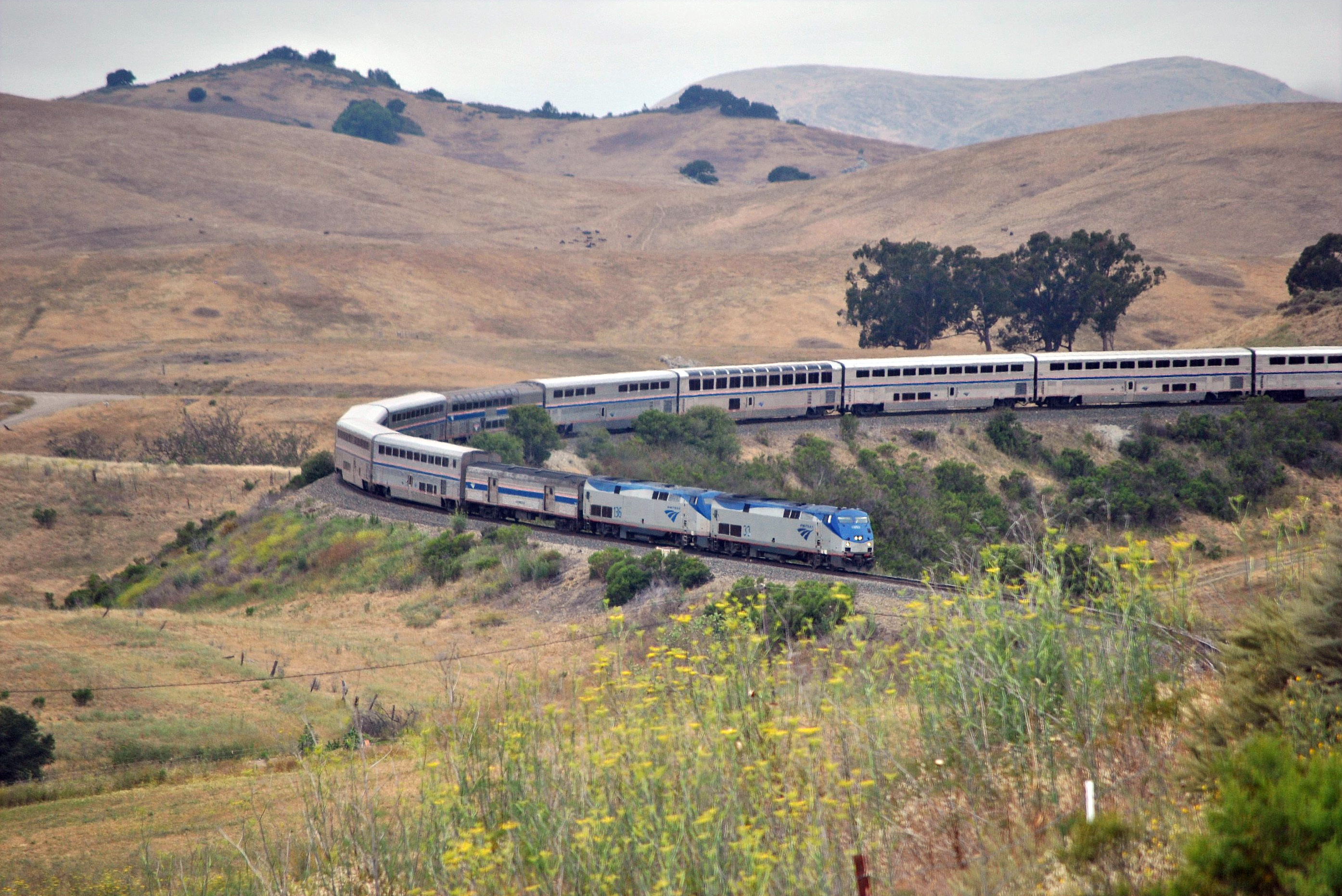
Dálkový vlak Coast Starlight v oblouku poblíž San Luis Obispa

| Název                         | Trasa                                                                                     |
| ----------------------------- | ----------------------------------------------------------------------------------------- |
| Acela Express                 | Boston – Washington D.C.                                                                  |
| Adirondack                    | Montreal – New York City                                                                  |
| Amtrak Cascades               | Vancouver – Eugene (přes Portland a Seattle)                                              |
| Auto Train                    | Lorton – Sanford                                                                          |
| Blue Water                    | Chicago – Port Huron                                                                      |
| California Zephyr             | Chicago – Emeryville                                                                      |
| Capitol Corridor              | Auburn – Sacramento – San José (přes Oakland)                                             |
| Capitol Limited               | Chicago – Washington, D.C. (přes Cleveland a Pittsburgh)                                  |
| Cardinal                      | Chicago – New York City (přes Indianapolis, Cincinnati a Washington D.C.)                 |
| Carl Sandburg                 | Chicago – Quincy                                                                          |
| Carolinian                    | New York City – Raleigh – Greensboro – Charlotte                                          |
| City of New Orleans           | Chicago – New Orleans                                                                     |
| Coast Starlight               | Seattle – Los Angeles (přes Sacramento a Oakland)                                         |
| Crescent                      | New York City – New Orleans (přes Atlantu)                                                |
| Downeaster                    | Portland – Boston                                                                         |
| Empire Builder                | Chicago – Portland/Seattle (přes Spokane)                                                 |
| Empire Service                | New York City – Niagara Falls (přes Albany)                                               |
| Ethan Allen Express           | New York City – Rutland (přes Albany)                                                     |
| Heartland Flyer               | Oklahoma City – Fort Worth                                                                |
| Hiawatha                      | Chicago – Milwaukee                                                                       |
| Hoosier State                 | Chicago – Indianapolis                                                                    |
| Illini                        | Chicago – Carbondale                                                                      |
| Illinois Zephyr               | Chicago – Quincy                                                                          |
| Keystone Service              | New York – Harrisburg (přes Philadelphii)                                                 |
| Lake Shore Limited            | New York / Boston – Chicago (přes Albany)                                                 |
| Lincoln Service               | Chicago – St. Louis                                                                       |
| Maple Leaf                    | New York – Toronto                                                                        |
| Missouri River Runner         | St. Louis – Kansas City                                                                   |
| New Haven–Springfield Shuttle | New Haven – Springfield                                                                   |
| Northeast Regional            | Boston or Springfield – New York – Washington DC – Virginia (Newport News nebo Lynchburg) |
| Pacific Surfliner             | San Luis Obispo – Los Angeles – San Diego                                                 |
| Palmetto                      | New York – Savannah                                                                       |
| Pennsylvanian                 | New York – Pittsburgh (přes Newark, Philadelphii, Harrisburg a Altoonu)                   |
| Pere Marquette                | Grand Rapids – Chicago                                                                    |
| Piedmont                      | Charlotte – Raleigh                                                                       |
| Saluki                        | Chicago – Carbondale                                                                      |
| San Joaquin                   | Bakersfield – Oakland / Sacramento                                                        |
| Silver Meteor                 | New York – Fayetteville – Miami                                                           |
| Silver Star                   | New York – Raleigh – Tampa – Miami                                                        |
| Southwest Chief               | Chicago – Los Angeles                                                                     |
| Sunset Limited                | Los Angeles – New Orleans                                                                 |
| Texas Eagle                   | Chicago – Los Angeles (přes San Antonio a Dallas)                                         |
| Vermonter                     | Washington – St. Albans                                                                   |
| Wolverine                     | Chicago – Detroit – Pontiac                                                               |